# Denise Schindler
Denise Schindler (* 9. November 1985 in Karl-Marx-Stadt, DDR) ist eine ehemalige  deutsche Radsportlerin, die auf Bahn und Straße aktiv war. Sie startete in der Paracycling-Klasse C3.

## Sportliche Laufbahn
Als Zweijährige kam Denise Schindler in Karl-Marx-Stadt bei Eis und Schnee unter eine Straßenbahn, woraufhin ihr der rechte Unterschenkel amputiert werden musste.
Seit 2010 ist Schindler als Leistungsradsportlerin aktiv, wurde schon im Jahr darauf Weltmeisterin im Straßenrennen und entschied die  Gesamtwertung des Weltcups für sich. 2012 gewann sie den Weltcup erneut und errang bei den Sommer-Paralympics in London die Silbermedaille im Straßenrennen.
Bei den UCI-Paracycling-Bahnweltmeisterschaften 2014 gewann Denise Schindler zwei Silbermedaillen, im 500-Meter-Zeitfahren sowie in der Einerverfolgung. Im Jahr darauf, bei den UCI-Paracycling-Bahnweltmeisterschaften 2015 in Apeldoorn, wurde sie Weltmeisterin in der Einerverfolgung, errang Bronze im Scratch sowie Silber im Zeitfahren.
Bei den Paralympics 2016 in Rio de Janeiro errang Schindler zwei Medaillen: eine silberne im Zeitfahren auf der Straße sowie eine bronzene im Straßenrennen. Bei ihrer Teilnahme an der Einerverfolgung auf der Bahn wurde sie disqualifiziert, weil sie zu lange im Windschatten ihrer Konkurrentin gefahren sei. Bei den UCI-Paracycling-Straßenweltmeisterschaften 2017 im südafrikanischen Pietermaritzburg errang sie Silber im Straßenrennen und Bronze im Zeitfahren. Im selben Jahr entschied sie – nach 2011 und 2012 – den Gesamt-Weltcup für sich.
Am 15. Januar 2018 stellte Denise Schindler im Manchester Velodrome einen inoffiziellen Weltrekord in der 3000-Meter-Einerverfolgung der C3-Klasse auf. Sie legte die Strecke in 4:01,359 Minuten zurück und blieb damit rund zwei Sekunden unter der alten Bestmarke von 4:03,544 Minuten, 2016 aufgestellt von der Britin Megan Giglia bei den Paralympics in Rio de Janeiro. Der Weltrekord wird nicht offiziell anerkannt, weil der Veranstalter des C1-Rennens keine Dopingkontrollen durchführte. Bei den UCI-Paracycling-Bahnweltmeisterschaften 2019 im niederländischen Apeldoorn errang sie die Silbermedaille in der Verfolgung und Bronze im Scratch. Zudem belegte sie im Testwettbewerbs des Omniums Platz zwei.
2021 wurde Denise Schindler für die Teilnahme an den Sommer-Paralympics 2020 in Tokio nominiert. Am ersten Tag der Spiele errang sie mit dem dritten Platz in der Einerverfolgung die erste Medaille für die deutsche Mannschaft, die gleichzeitig die erste Medaille der Paralympics 2020 in Tokio überhaupt war.

## Prothese
Denise Schindler arbeitet gemeinsam mit dem Software-Unternehmen Autodesk an der Entwicklung eines Verfahrens, bei dem mithilfe von Laserscanning der Stumpf von Amputierten digital vermessen, modelliert und anschließend mit 3D-Druck eine Prothese produziert werden kann. Auf der Hannover Messe 2016 stellte sie dieses Verfahren dem US-amerikanischen Präsidenten Barack Obama und Bundeskanzlerin Angela Merkel vor. Sie startete mit einer solchen Prothese bei den Sommer-Paralympics 2016  in Rio de Janeiro.

## Ehrungen
- 2011 wurde Denise Schindler zur „Behindertensportlerin des Jahres“ gewählt und 2012 mit dem Silbernen Lorbeerblatt ausgezeichnet.
- 2017 wurde sie mit dem Bayerischen Sportpreis Jetzt-erst-recht geehrt.[7]

## Diverses

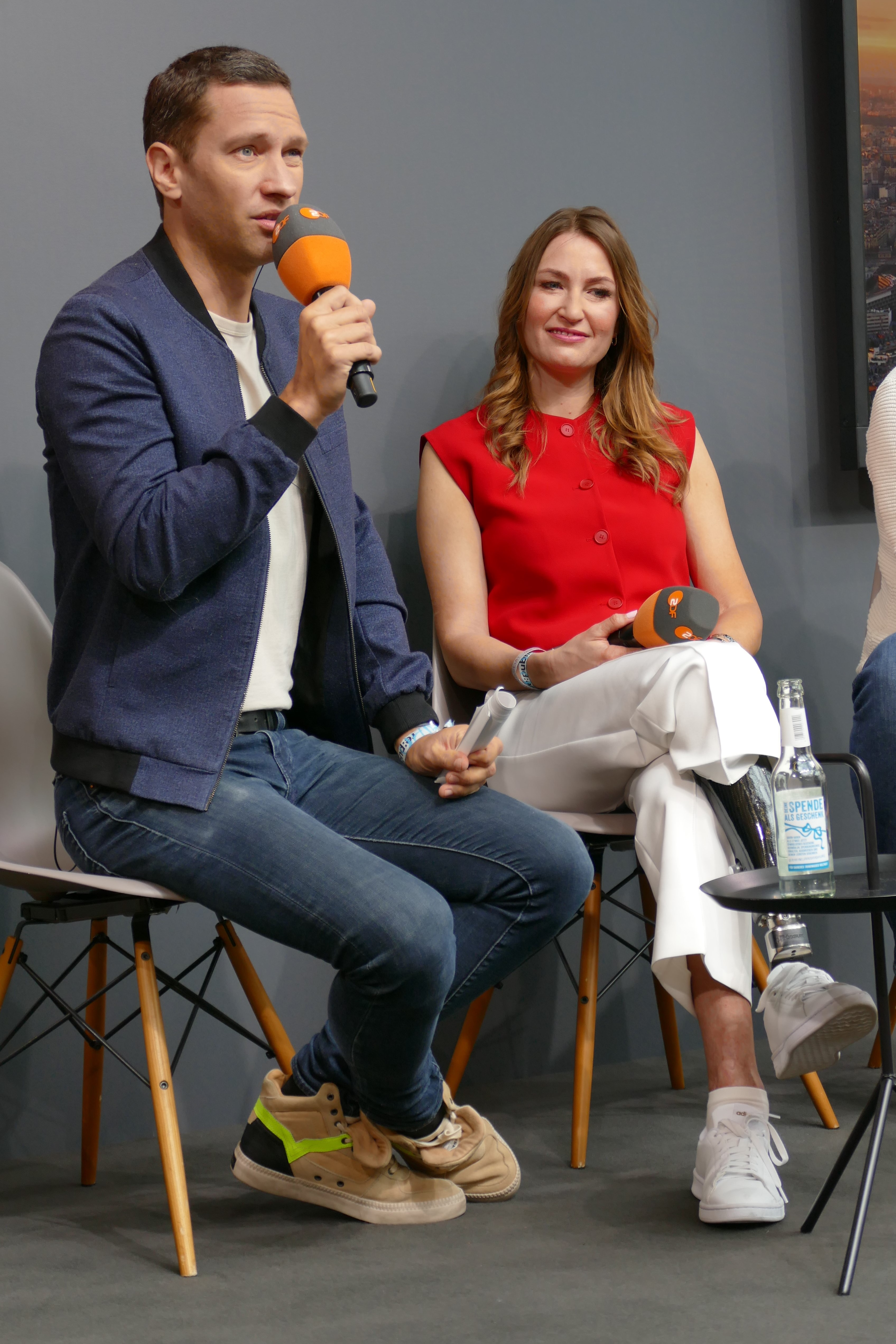
Denise Schindler in ihrer Rolle als Expertin für das ZDF, neben ihr Florian Zschiedrich

Im Herbst 2021 wurde Denise Schindler neben dem Iren Colin Lynch für vier Jahre in die Athletenkommission des Weltradsportverbandes UCI als Vertreterin für den Bereich Paracycling gewählt.
Im Mai 2024 gab das ZDF bekannt, dass Denise Schindler im Fernsehen die Paralympics 2024 in Paris als Expertin kommentieren wird.

## Erfolge
2011
- UCI-Paracycling-Straßenweltmeisterschaften – Straßenrennen
- Gesamtsieg Weltcup

2012
- Paralympics – Straßenrennen
- Gesamtsieg Weltcup

2014
- UCI-Paracycling-Bahnweltmeisterschaften – 500-Meter-Zeitfahren, Einerverfolgung

2015
- Weltmeisterin – Einerverfolgung
- Weltmeisterin – Scratch

2016
- Paralympics – Einzelzeitfahren
- Paralympics – Straßenrennen

2017
- Gesamt-Weltcup
- UCI-Paracycling-Straßenweltmeisterschaften – Straßenrennen
- UCI-Paracycling-Straßenweltmeisterschaften – Zeitfahren

2018
- UCI-Paracycling-Bahnweltmeisterschaften – Einerverfolgung

2019
- UCI-Paracycling-Bahnweltmeisterschaften – Einerverfolgung, Omnium (Testwettbewerb)
- UCI-Paracycling-Bahnweltmeisterschaften – Scratch

2020
- UCI-Paracycling-Bahnweltmeisterschaften – Einerverfolgung

2021
- Weltmeisterschaft – Straßenrennen
- Weltmeisterschaft – Straßenrennen
- Paralympics – Einerverfolgung